# Suimanga de Mayotte
El suimanga de Mayotte (Cinnyris coquerellii) és un ocell de la família dels nectarínids (Nectariniidae).

## Hàbitat i distribució
Habita boscos i vegetació secundària de l'illa de Mayotte, a les Comores.